# 윤형선
윤형선(尹炯善, 1961년 4월 10일~)은 대한민국의 의사, 정치인이다. 인천광역시 의사협회장을 지냈다.

## 학력
- 경동고등학교 졸업
- 고려대학교 의과대학 의학 학사·석사·박사

## 경력
- 1997년~: 계양속편한 내과 대표원장
- 인천광역시 의사회 회장
- 인천광역시 의사협회 회장
- 새누리당 인천 계양구 을 당협위원장
- 새누리당 인천시당 민생공약기획단장
- 자유한국당 인천 계양구 을 당협위원장
- 자유한국당 인천시당 정책개발위원회 수석부위원장
- 대한민국 제19대 대통령 선거 자유한국당 인천선대위 총괄본부장
- 미래통합당 인천 계양구 을 당협위원장
- 국민의힘 인천 계양구 을 당협위원장
- 2022년 6월 보궐선거 국민의힘 인천 계양구 을 국회의원 후보

## 역대 선거 결과
|  | 31.26% |

|  | 38.74% |

|  | 44.75% |